# Chambre nationale de métiers de Côte d'Ivoire
La Chambre nationale de métiers de Côte d'Ivoire (CNMCI), créée par décret n°93-01 du 7 janvier 1993, de Côte d'Ivoire a pour principale mission l'organisation et la promotion des entreprises de métiers et de l'artisanat.
Dans le but de renouvellement de ses organes la chambre nationale des métiers de Côte d’Ivoire a lancé 6 mai 2008  l’ "opération d’identification des artisans" du centre du pays. L'objectif de cette importante opération était d’identifier les artisans ivoiriens tant au niveau qualitatif, quantitatif qu’au niveau des différents secteurs d’activités pratiqués par ceux-ci,  et aussi d’établir un listing électoral nécessaire pour l’organisation effective.